# René Barret
Pour les articles homonymes, voir Barret.
René Barret, né le 6 août 1922 à Montreuil et mort le 28 novembre 2009 à Saint-Martin-du-Tertre, est un coureur cycliste français professionnel de 1946 à 1951.

## Palmarès
- 1944
  - 2e du Circuit des Aiglons
- 1945
  - 2e de Paris-Montereau-Paris
- 1947
  - Grand Prix du Débarquement Nord
  - 3e de Paris-Limoges
  - 3e de Paris-Camembert
  - 3e du Circuit de l'Indre

## Résultats sur les grands tours

### Tour de France
1 participation
- 1947 : 41e